# جورجينا أندرسون
جورجينا أندرسون (بالإنجليزية: Georgina Anderson)‏ هي مغنية بريطانية، ولدت في 22 أكتوبر 1998 في Marske-by-the-Sea ‏ في المملكة المتحدة، وتوفيت في 14 نوفمبر 2013 بسبب سرطان الكبد.

## وصلات خارجية
- جورجينا أندرسون على موقع IMDb (الإنجليزية)
- جورجينا أندرسون على موقع ميوزك برينز (الإنجليزية)